# Laticoleus unicolor
Laticoleus unicolor là một loài tò vò trong họ Ichneumonidae.